# Lucerna pośrednia
Lucerna pośrednia, lucerna piaskowa (Medicago × varia Martyn) – gatunek byliny z rodziny bobowatych. Jest to mieszaniec lucerny siewnej (Medicago sativa) i lucerny sierpowatej (Medicago falcata). Roślina o cechach pośrednich między obydwoma gatunkami, od których pochodzi, bardzo zmienna morfologicznie.

## Rozmieszczenie geograficzne
Pochodzi prawdopodobnie z Kazachstanu i wschodniej Europy, rozprzestrzeniony jest w wielu innych regionach. Rośnie dziko, jest także uprawiany. W Europie po raz pierwszy stwierdzono jego występowanie w XIX wieku, na ziemiach polskich od 1837 r. we Wrocławiu. Po 1950 roku w Polsce znacznie się roprzestrzenił. Jest trwale zadomowionym kenofitem, we florze Polski ma status epekofita.

## Morfologia
Zazwyczaj cechuje się silniejszym wzrostem, niż gatunki, od których pochodzi.
ŁodygaWzniesiona lub podnosząca się, rozgałęziona, o długości do 1 m, naga, lub z rzadka owłosiona.
Liście3-listkowe, ogonkowe, o odwrotnie jajowatych listkach. Przylistki jajowatolancetowate o ząbkowanych brzegach. Przysadki o długości do 3 mm.
KwiatyMotylkowe o długości 7–11 m i różnych barwach – żółtawozielone, czerwonofioletowe, fioletowe, rzadziej białe. Zebrane są w główkowaty lub jajowaty kwiatostan o długości do 4 cm. Słupek jeden, osadzony na krótkim trzonku.
OwoceWielonasienny, łukowato lub sierpowato wygięty strąk. Nasiona jajowate, gładkie, o długości do 2 mm żółte do żółtobrunatnych.

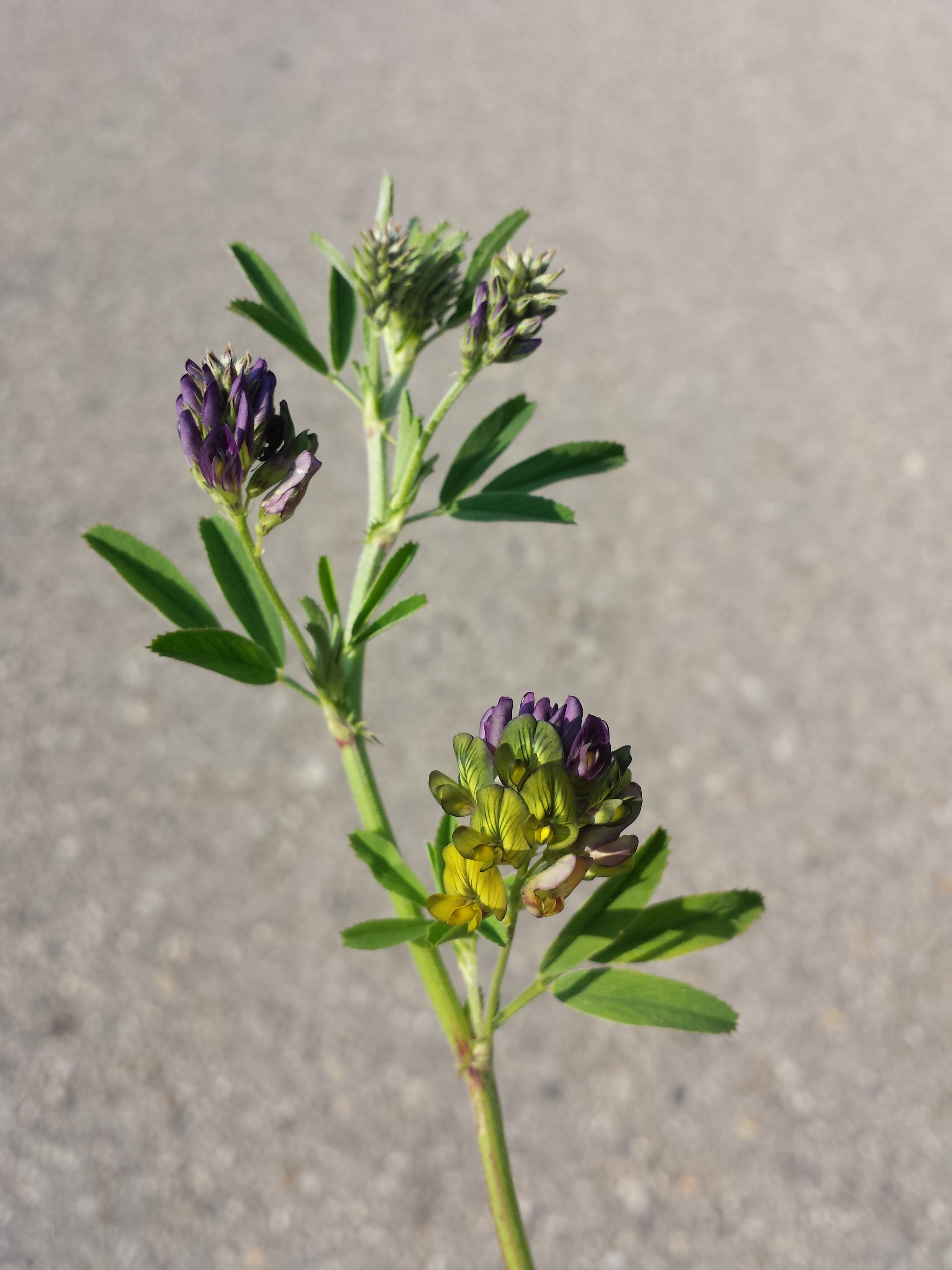
Pęd
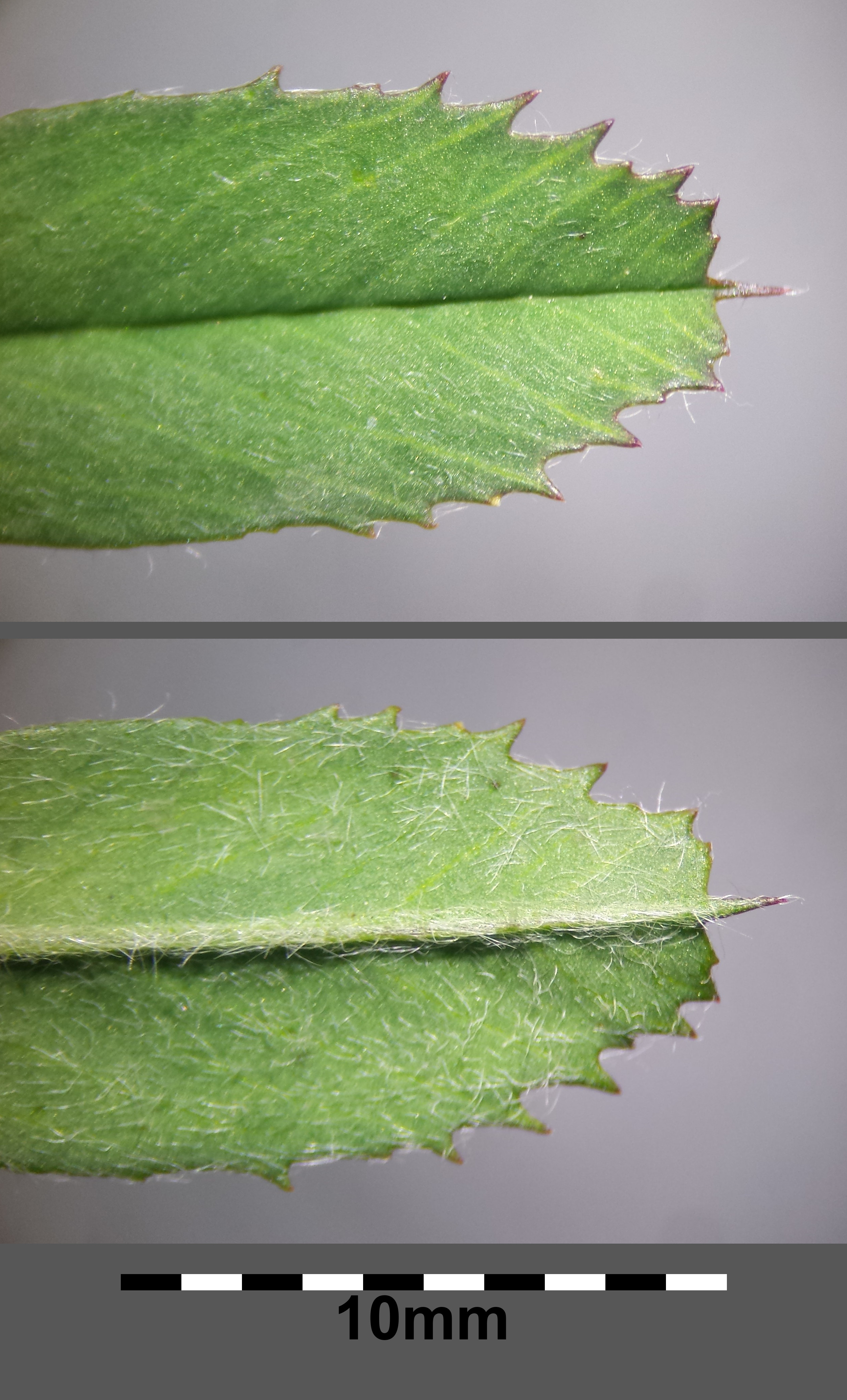
Listki
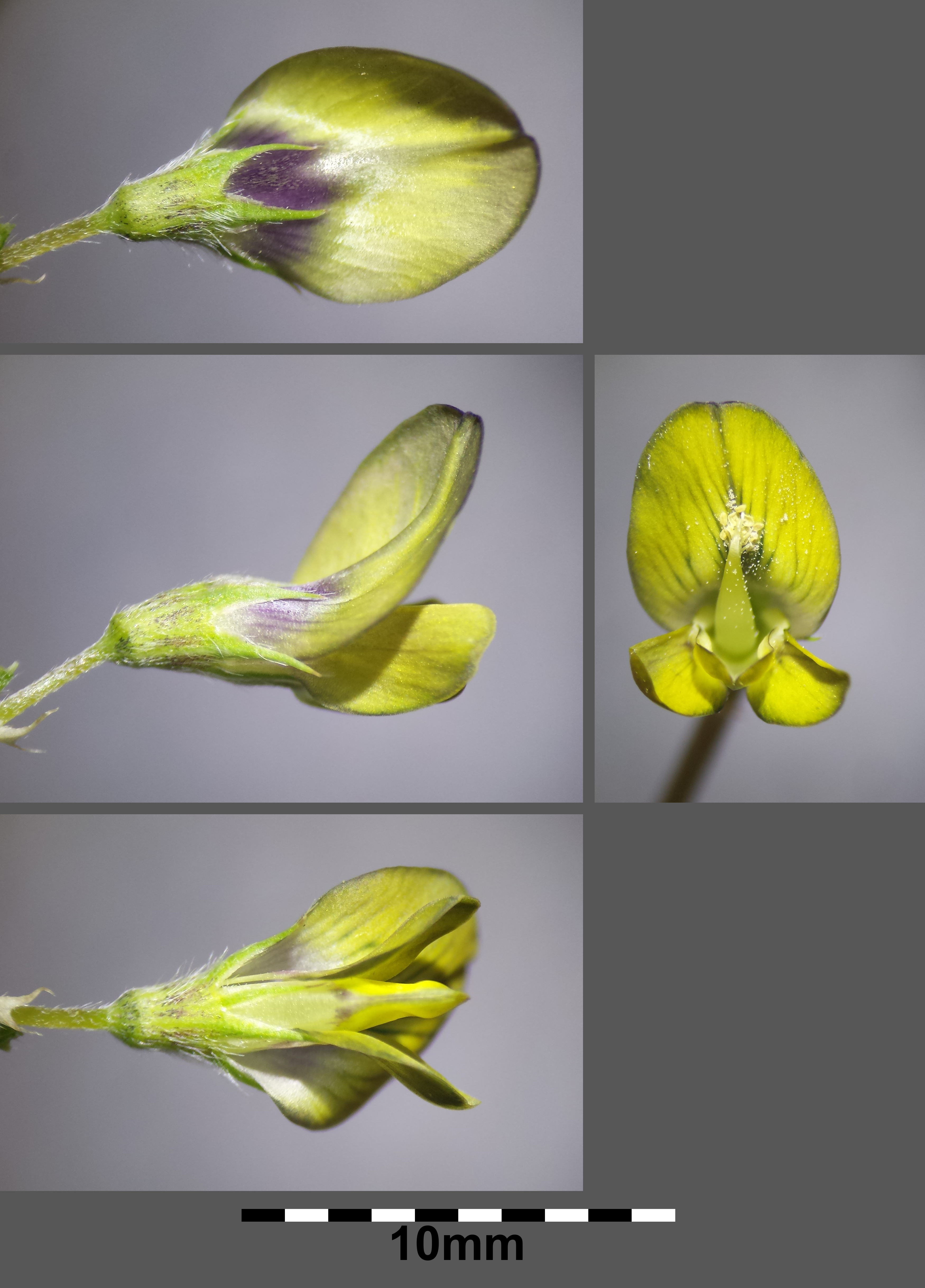
Kwiaty
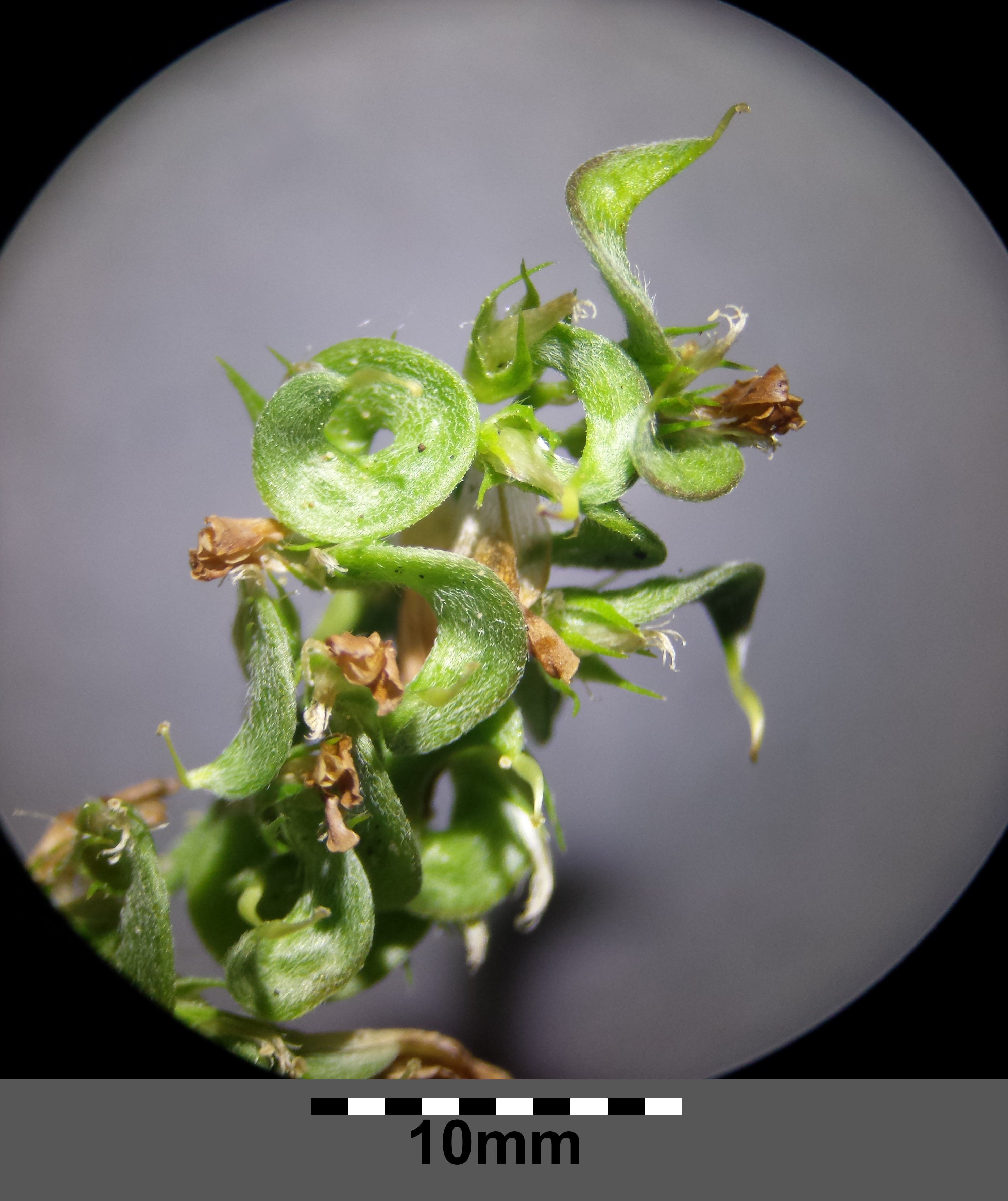
Strąki

## Biologia i ekologia
Bylina, hemikryptofit. Kwitnie od maja do jesieni. Występuje na siedliskach ruderalnych i segetalnych; na przydrożach, nieużytkach, poboczach ulic, na pasach zieleni przy autostradach, na skarpach, terenach kolejowych, trawnikach, oraz w uprawach jako chwast.
Korelacje międzygatunkowePasożytują na niej niektóre grzyby mikroskopijne: Erysiphe pisi powodujący mączniaka prawdziwego grochu, Leveillula papilionacearum i Uromyces striatus. Na liściach żerują mszyce Holotrichapion pisi i Protapion filirostre, owady minujące Agromyza frontella, Agromyza nana i Liriomyza congesta, na łodydze chrząszcz Hypera nigrirostris.

## Zastosowanie
- Roślina uprawna – cenna roślina pastewna, wieloletnia i wielokośna, mniej wymagająca, bardziej plenna i trwalsza niż inne gatunki lucerny. Jest podstawową rośliną motylkową uprawianą w rejonach bardziej suchych, gdzie zawodzi uprawa koniczyny czerwonej. Dzięki głębokiemu systemowi korzeniowemu może czerpać wodę i sole mineralne z głębszych warstw gleby[8]. Znajduje się w rejestrze roślin rolniczych Unii Europejskiej.
- Młode liście różnych gatunków lucern są jadalne, zarówno po ugotowaniu, jak i na surowo. Zawierają dużo witaminy K. Indianie zjadali ich liście, a także nasiona, które prażyli na ogniu lub rozcierali na mąkę. Lucernę można jednak spożywać tylko w niewielkiej ilości, zawiera bowiem substancje utrudniające trawienie białek. Zawiera także saponiny powodujące rozpad czerwonych ciałek krwi (usuwa je gotowanie)[9].